# Elektrownia Jänschwalde

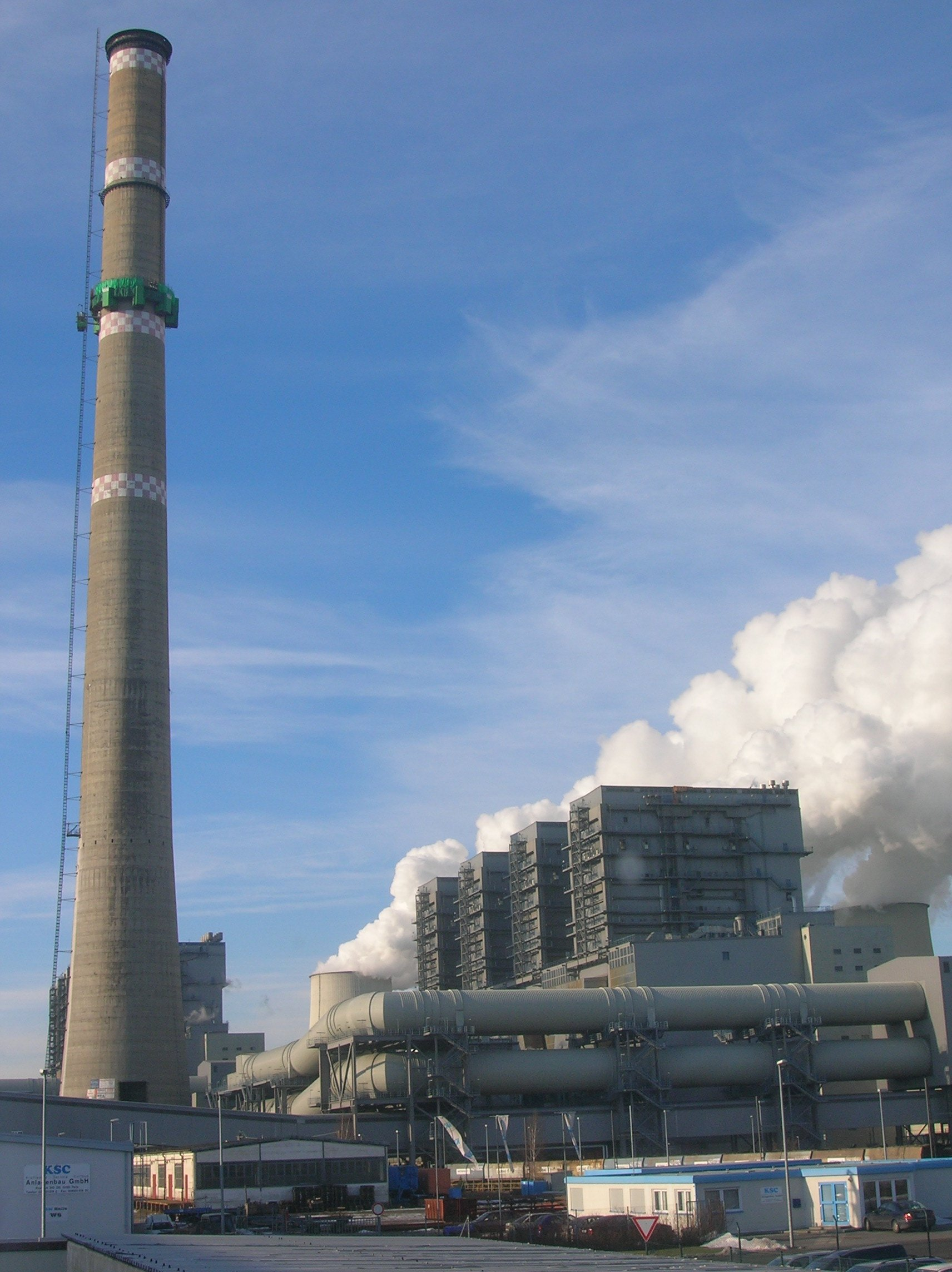
Widok z bliska

Elektrownia Jänschwalde (niem. Kraftwerk Jänschwalde) – elektrownia cieplna (węglowa), zlokalizowana w pobliżu wsi Jänschwalde (Janšojce) na Łużycach w Niemczech (kilka kilometrów od granicy z Polską). Należy do czeskiego koncernu  EPH. Jest to 3. pod względem wielkości elektrownia na terenie Niemiec.

## O elektrowni
Elektrownię zbudowała w latach 1976-1989 firma VEB BMK Kohle und Energie w kooperacji z przedsiębiorstwami jugosłowiańskimi, węgierskimi i polskimi, a także przy doradztwie specjalistów radzieckich. 90% robót budowlano-montażowych wykonały firmy polskie. Pierwszy blok energetyczny (500 MW) uruchomiono 14 października 1981. W latach 1990–1996 zmodernizowano ją w celu zmniejszenia emisji zanieczyszczeń i zwiększenia wydajności. Korzysta z okolicznych kopalni węgla brunatnego – Jänschwalde i Cottbus Nord.
W skład zespołu wchodzi też farma wiatrowa Jänschwalde koło Chociebuża z 2004. Jest to sześć turbin wiatrowych V90 z firmy Vestas.

## Parametry
- elektrownia węglowa:
  - moc elektryczna – 3000 MW (6 bloków po 500 MW),
  - moc cieplna – 458 MW,
  - roczna średnia produkcja – 22.000 GWh (roczne zapotrzebowanie na elektryczność około 5 milionów osób),
  - elektrownia ogrzewa miasta Chociebuż i Peitz,
  - emisja dwutlenku węgla – 25,02 milionów ton rocznie,
- elektrownia wiatrowa:
  - roczna średnia produkcja – 24.000 MWh,
  - wysokość wież (turbin) – 105 m,
  - wysokość całkowita – 150 m,
  - średnica wirnika – 90 m,
  - moc znamionowa – 2 MW.

## Środowisko naturalne
Według raportu Dirty Thirty opublikowanego przez World Wide Fund for Nature w maju 2007 roku elektrownia znalazła się na czwartym miejscu wśród największych emisjantów w całej Unii Europejskiej.
| Ranking | Elektrownia     | Kraj      | Paliwo          | Powstanie            | Operator     | Emisja relatywna w g/kWh | Emisja absolutna w mln ton |
| ------- | --------------- | --------- | --------------- | -------------------- | ------------ | ------------------------ | -------------------------- |
| 1       | Agios Dimitrios | Grecja    | Węgiel brunatny | 1984-1986, 1997      | DEH          | 1350                     | 12,4                       |
| 2       | Kardia          | Grecja    | Węgiel brunatny | 1975, 1980-1981      | DEH          | 1250                     | 8,8                        |
| 3       | Niederaußem     | Niemcy    | Węgiel brunatny | 1963-1974, 2002      | RWE          | 1200                     | 27,4                       |
| 4       | Jänschwalde     | Niemcy    | Węgiel brunatny | 1976-1989            | Vattenfall   | 1200                     | 23,7                       |
| 5       | Frimmersdorf    | Niemcy    | Węgiel brunatny | 1957-1970            | RWE          | 1187                     | 19,3                       |
| 6       | Weisweiler      | Niemcy    | Węgiel brunatny | 1955-1975            | RWE          | 1180                     | 18,8                       |
| 7       | Neurath         | Niemcy    | Węgiel brunatny | 1972-1976            | RWE          | 1150                     | 17,9                       |
| 8       | Turów           | Polska    | Węgiel brunatny | 1965-1971, 1998-2004 | BOT GiE S.A. | 1150                     | 13,0                       |
| 9       | As Pontes       | Hiszpania | Węgiel brunatny | 1972-1976            | ENDESA       | 1150                     | 9,1                        |
| 10      | Boxberg         | Niemcy    | Węgiel brunatny | 1979-1980, 2000      | Vattenfall   | 1100                     | 15,5                       |